# Islamisches Kulturzentrum Bremen
Das Islamische Kulturzentrum Bremen e.V. (IKZ Bremen) ist ein Moscheeverein in Bremen-Mitte. Das Zentrum befindet sich am Breitenweg in der Nähe des Bremer Hauptbahnhofes. Die Moschee wird hauptsächlich von nordafrikanischen Muslimen besucht. Der IKZ Bremen ist aus der marokkanischen Abu-Bakr-Moschee in der Duckwitzstraße hervorgegangen. Neben dem 2014 von Innensenator Ulrich Mäurer verbotenen „Kultur- und Familienverein“ in Bremen-Gröpelingen gilt das „Islamische Kulturzentrum“ am Breitenweg als Hochburg der Salafisten in Bremen.

## Durchsuchung 2015
Das Islamische Kulturzentrum am Breitenweg ist am 1. März 2015 im Rahmen einer bundesweiten Aktion des Innenministeriums durchsucht worden. Dabei waren rund 130 Polizisten im Einsatz. Bei dem bundesweiten Großeinsatz wurden in Nordrhein-Westfalen, Niedersachsen und Bremen insgesamt 23 Vereins- und Privaträume eines bundesweit agierenden Netzwerks von Salafisten durchsucht. Ziel der Aktion war es unter anderem das „Islamische Kulturzentrum Bremen“ zu verbieten. Im Nachgang urteilte das Landgericht Bremen, dass die Durchsuchung verfassungswidrig war.

## Nähe zum radikalen Islam und zu Salafisten
Der Bremer Innensenator verdächtigt den Verein, wie auch bei dem ähnlich ausgerichteten Verein „Einladung zum Paradies e. V.“ (Braunschweig und Mönchengladbach) die verfassungsmäßige Ordnung durch einen islamischen Gottesstaat ersetzen zu wollen. Die Durchsuchungen 2015 sollten zeigen, „ob sich der bisherige Anfangsverdacht bestätigt“, so das Ministerium.
Der Verein wird vom Verfassungsschutz beobachtet. Im Jahr 2022 urteilte das Verwaltungsgericht Bremen, dass eine vom Bremer Innensenator Ulrich Mäurer (SPD) angeordnete Abschiebung eines tunesischen Imams des IKZ Bremen, nicht durchgeführt werden darf, da aus den vom Verfassungsschutz zusammengetragenen Aussagen des Imams in den Predigten keine Unterstützung terroristischer Organisationen ließe.

## Reportage
- Hassprediger im Visier der Behörden, Spiegel-TV am 14. Juli 2023, 7:28 min